# Koljonselkä
Le Koljonselkä est un lac situé à Orivesi et Jämsä en Finlande,.

## Présentation
Le lac Koljonselkä a une superficie de 40,47 kilomètres carrés et une altitude de 84,2 mètres.
Le lac compte 122 îles dont la superficie totale est de 417 hectares, ce qui représente environ 9,3% de la superficie totale du lac. 
Sur les îles, 34 s'étendent sur plus d'un hectare, 76 font plus d'un acre et les 12 autres font moins d'un acre. Les deux plus grandes îles sont l'île Vinninsaari (94 ha) et l'île Salonsaari (85 ha).